# والونئیک اسید
والونئیک اسید (به انگلیسی: Valoneic acid) با فرمول شیمیایی C۲۱H۱۴O۱۳ یک ترکیب شیمیایی است. 